# Глемпінг

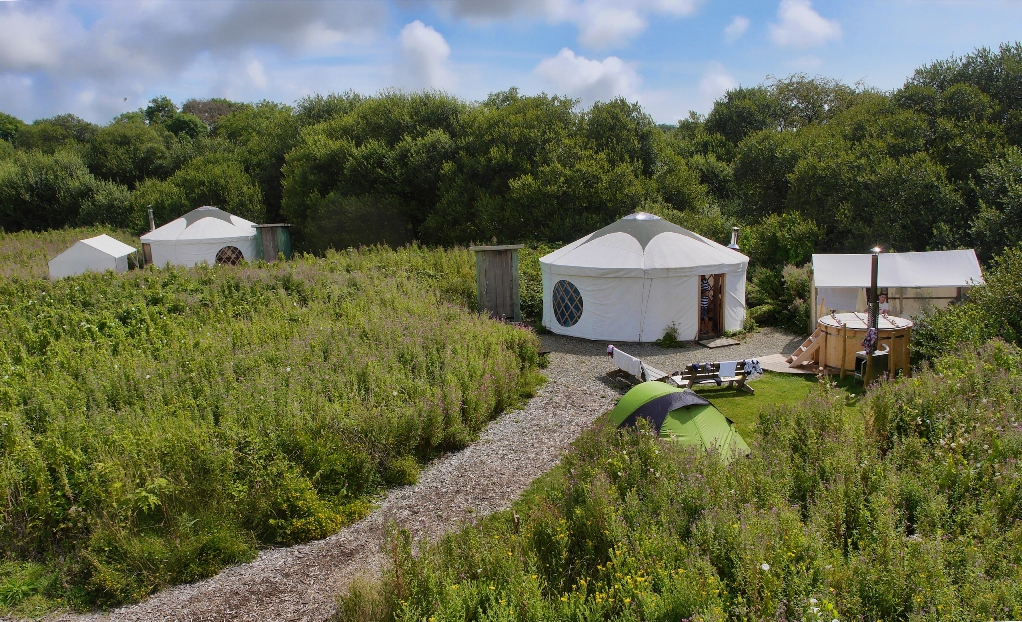
«Село» у глемпінгу з напівпостійними юртами, гравійними доріжками та гідромасажною ванною

Глемпінг — походить від сполучення слів «гламурний» та «кемпінг» і означає стиль кемпінгу зі зручностями та, в деяких випадках, послугами в курортному стилі, які зазвичай не асоціюються з «традиційним» кемпінгом. Глемпінг став особливо популярним серед туристів 21-го століття, які прагнуть готельної розкоші, а також «ескапізму та пригодницького відпочинку у кемпінгу». Глемпінг це не просто шатро, а геокуполи, тіні, будинки на деревах. Вони мають бути екологічними та не шкодити навколишньому середовищу.

## Історія
Слово «glamping» вперше з’явилося у Сполученому Королівстві у 2005 році і було додане до Оксфордського словника англійської мови у 2016 році . Це слово нове, але поняття, яке означає «глемпінг», тобто розкішне проживання в наметах (або проживання в інших кемпінгах), не нове. У 16 столітті шотландський граф Атолл підготував розкішне місце для відпочинку у Хайленді для короля Якова V та його матері. Тут герцог розіпнув вишукані намети й наповнив їх усім, що надає власний домашній палац. 
Ймовірно, найекстравагантнішим прикладом розкішного намету в історії було поле Золотого сукна, дипломатичний саміт у 1520 році між Генріхом VIII з Англії та Франциском I з Франції на півночі Франції. Розіпнули близько 2800 наметів, а фонтани били червоним вином. 
Приблизно в той же час османи мали показні розкішні намети, які перевозили від однієї військової місії до іншої. Цілі бригади ремісників їздили з армією, щоб зводити й підтримувати ці імператорські намети. Це описав професор Нурхан Атасой.
Приблизно через 400 років, у 1920-х роках, африканське сафарі стало «річчю, яку треба зробити» серед багатих американців та британців. Але заможні мандрівники, навіть ті, хто шукав пригод, не були готові жертвувати комфортом чи розкішшю. Від електричних генераторів до розкладних ванн і ящиків з шампанським — мандрівники під час пригод отримували будь-яку домашню розкіш.

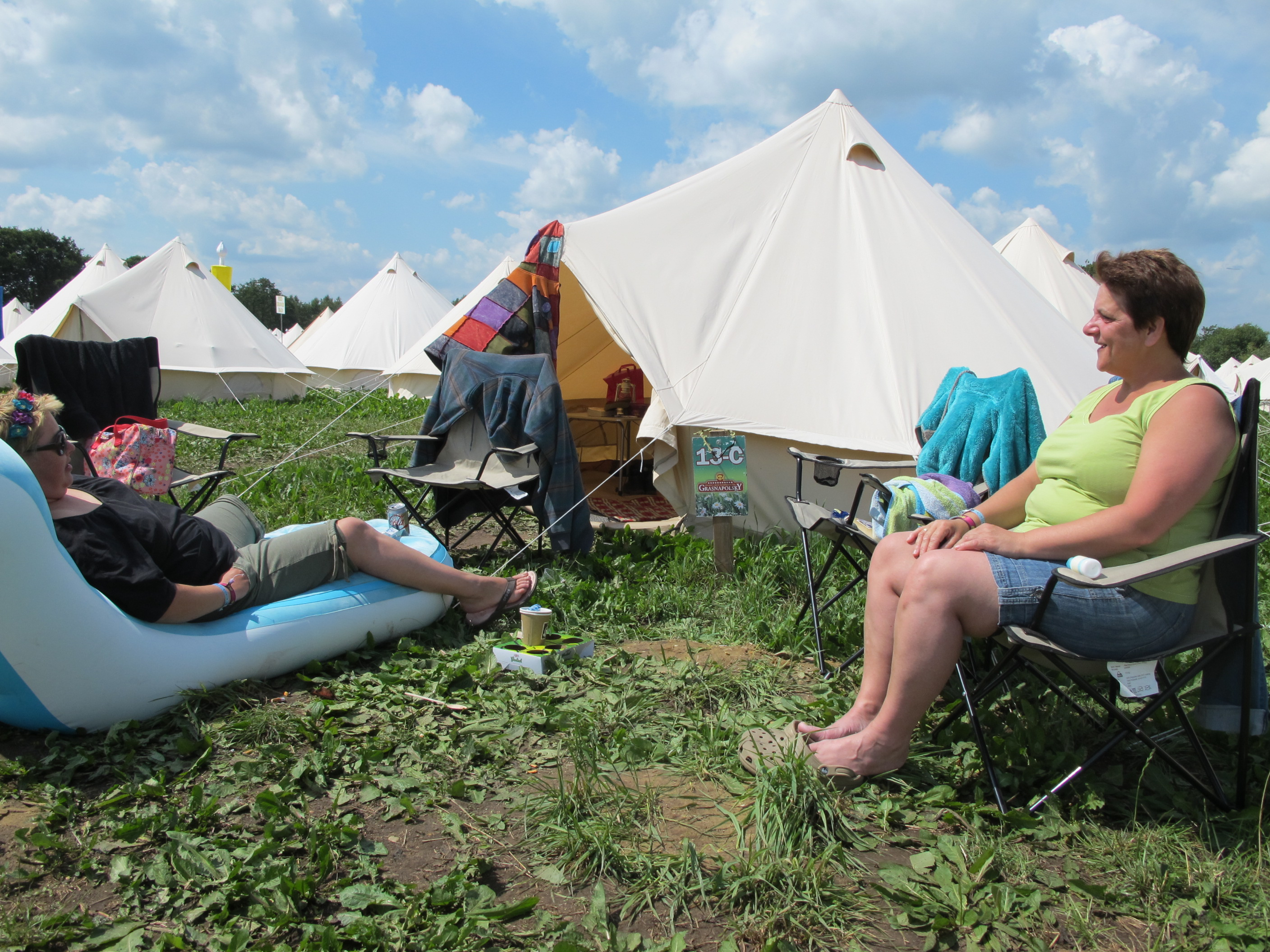
Глемпінг на музичному фестивалі Zwarte Cross в Нідерландах
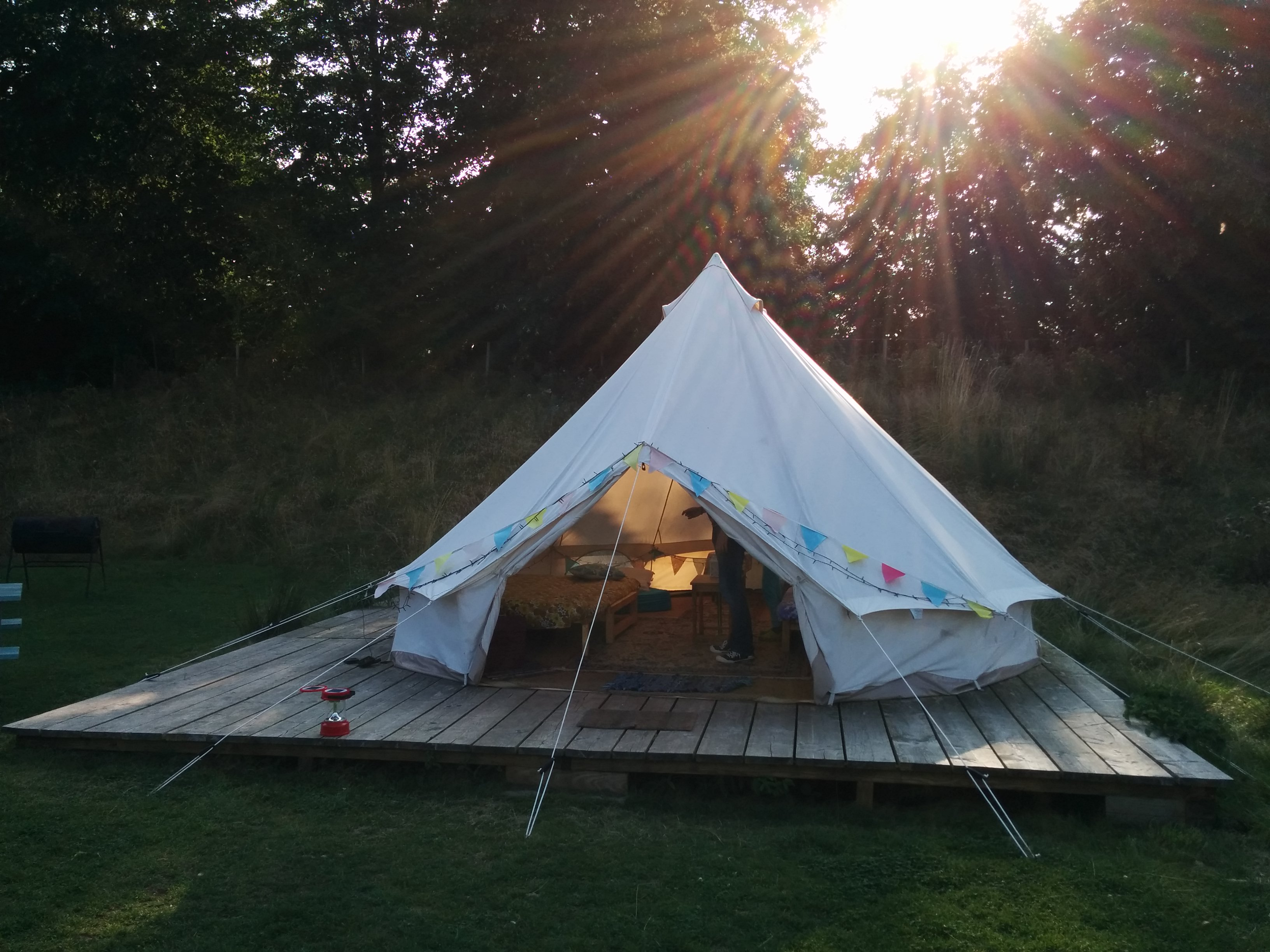
Хатинка для глемпінгу в Норвічі, Велика Британія

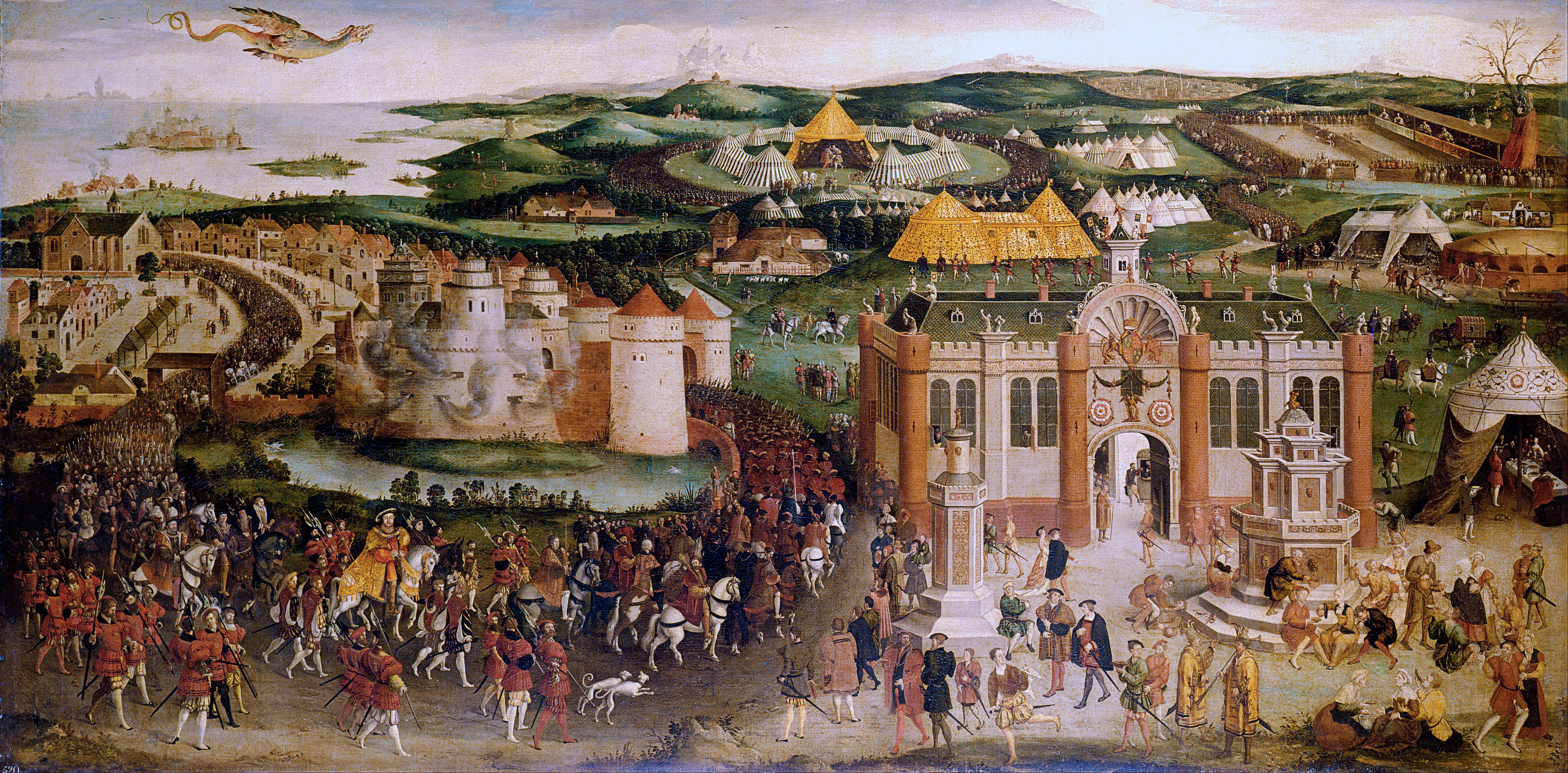
Генріх VIII (ліворуч) прибуває до Поля Золотого Сукна. Будівля справа була зроблена з дерева й розписаного полотна — перед нею зображено два винних фонтани. Королівська колекція, палац Хемптон-Корт.